# Hongdae
Hongdae (홍대?, 弘大?) è una zona di Seul, Corea del Sud, nei pressi dell'Università Hongik (홍익대학교?, Hongik DaehakgyoLR), da cui prende il nome. Si trova nel distretto di Mapo, nella parte occidentale della città, e si estende dal quartiere di Seogyo-dong a quello di Dongyo-dong. È conosciuto per la sua cultura musicale indie, l'arte di strada e i locali di intrattenimento.

## Storia e caratteristiche
Hongdae è un'area popolare tra i giovani in cerca di svago e divertimento, con negozi, caffetterie e ristoranti a volte raccolti in specifiche vie tematiche, e lungo le sue strade si esibiscono frequentemente gli artisti di strada. La sua storia ebbe inizio negli anni Ottanta, quando si sviluppò come "città d'arte" attorno all'Università Hongik, un istituto di belle arti e design: per una decina d'anni fu limitata alle gallerie, gli studi e le librerie nei pressi dell'ateneo, poi vennero aperti club di musica e discoteche, spesso riadattando dei vecchi atelier. La loro presenza contribuì allo sviluppo della scena musicale indie e alla scoperta di artisti rock, punk e hip hop che ottennero successivamente la notorietà, come Nell e No Brain. Nel 1993 venne lanciata la prima mostra annuale di street art.

## Galleria d'immagini

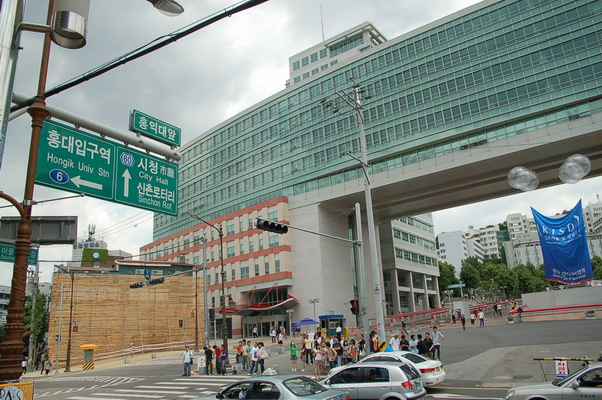
Ingresso principale dell'Università Hongik
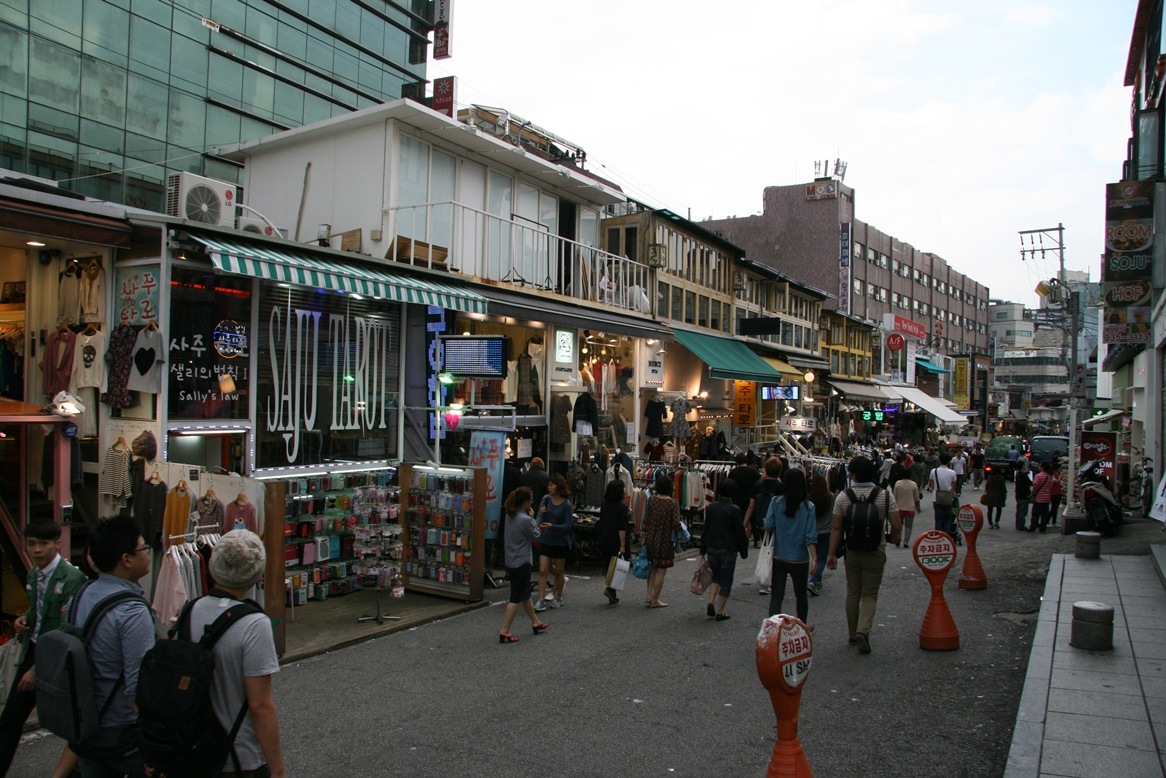
Bancarelle di abbigliamento indipendenti a Eoulmadang-ro
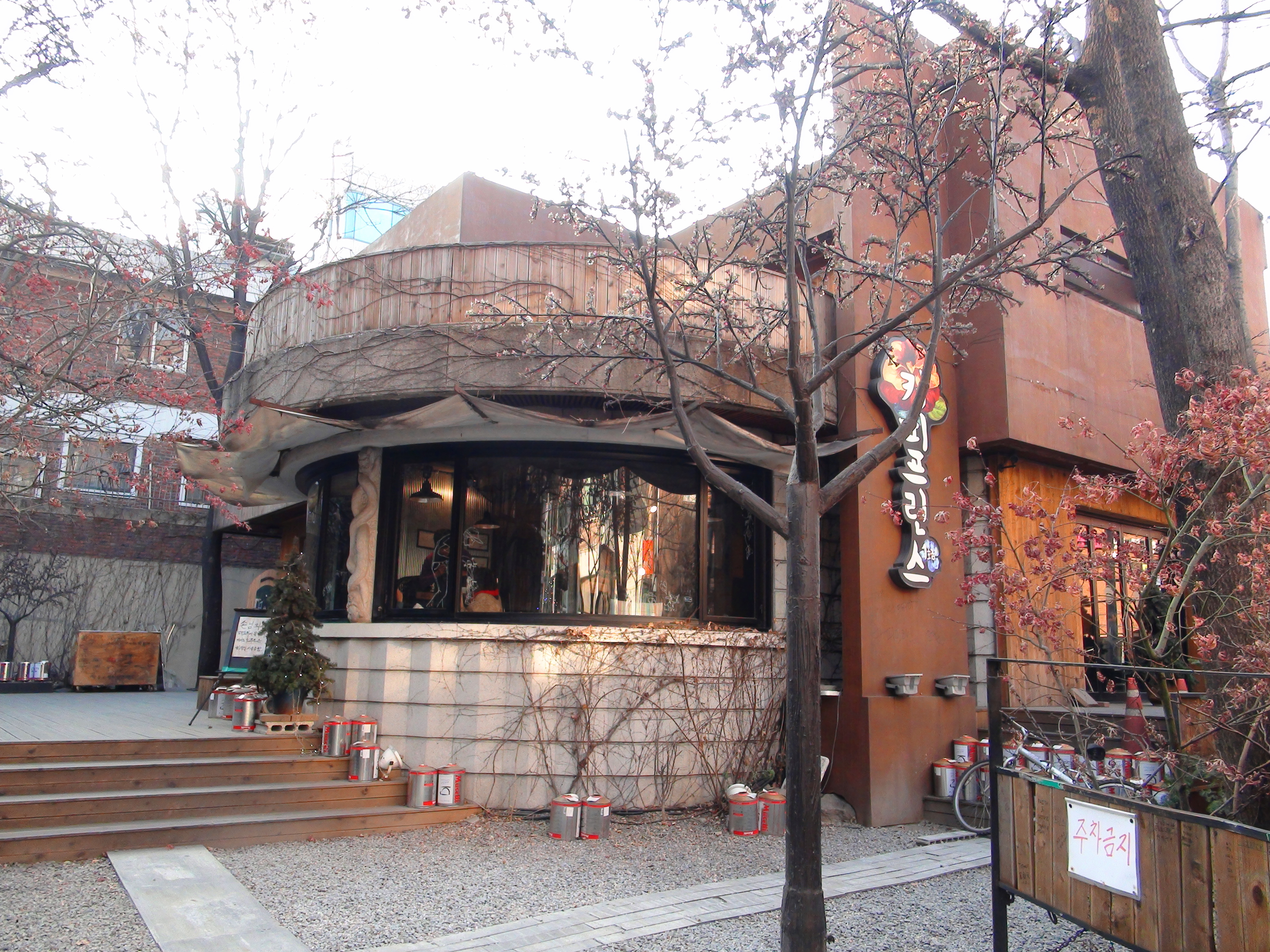
L'esterno del set di Coffee prince 1hojeom, girato a Hongdae
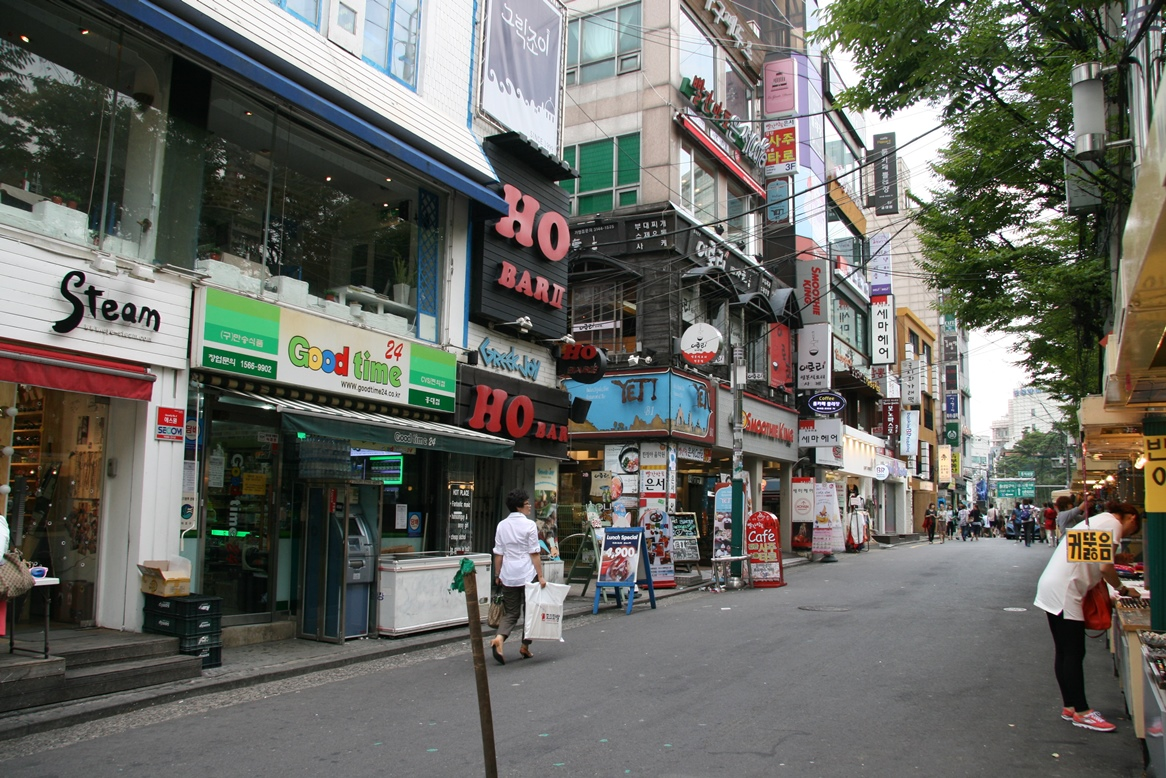
Negozi a Wausan-ro 21-gil